# Барбара Романо
Барбара Романо (італ. Barbara Romanò; нар. 14 січня 1965) — колишня італійська тенісистка.
Найвищу одиночну позицію світового рейтингу — 74 місце досягла 23 жовтня 1989, парну — 88 місце — 25 вересня 1989 року.
Найвищим досягненням на турнірах Великого шолома було 2 коло в одиночному та парному розрядах.

## Фінали Туру WTA

### Парний розряд (0-2)
| Результат | Дата                         | Турнір                                                | Рівень  | Покриття | Партнерка       | Суперниці                      | Рахунок       |
| --------- | ---------------------------- | ----------------------------------------------------- | ------- | -------- | --------------- | ------------------------------ | ------------- |
| Поразка   | Internazionali d'Italia 1985 | Мастерс Рим, Італія                                   | $50,000 | Ґрунт    | Патріція Мурго  | Сандра Чеккіні Раффаелла Реджі | 6–1, 4–6, 3–6 |
| Поразка   | Torneo Internazionale 1990   | Internazionali Femminili di Tennis di Palermo, Італія | $75,000 | Ґрунт    | Флоренсія Лабат | Лаура Гарроне Карін Кшвендт    | 2–6, 4–6      |

## Фінали ITF

### Одиночний розряд (9-1)
| турніри $25,000 |
| турніри $10,000 |

| Результат | Ранг | Дата            | Турнір                        | Покриття | Суперниця у фіналі    | Рахунок у фіналі |
| Перемога  | 1.   | 6 травня 1985   | Борнмут, Велика Британія      | Тверде   | Діанне Ван Ренсбург   | 6–1, 6–4         |
| Перемога  | 2.   | 15 липня 1985   | Суб'яко, Італія               | Ґрунт    | Маріана Перес-Рольдан | 7–6, 6–1         |
| Перемога  | 3.   | 22 липня 1985   | Сецце, Італія                 | Ґрунт    | Маріана Перес-Рольдан | 6–2, 6–4         |
| Перемога  | 4.   | 29 липня 1985   | Ноймюнстер, Західна Німеччина | Ґрунт    | Геллас тер Рієт       | 6–3, 0–6, 7–5    |
| Перемога  | 5.   | 28 липня 1986   | Сецце, Італія                 | Ґрунт    | Лаура Голарса         | 6–2, 6–2         |
| Перемога  | 6.   | 29 вересня 1986 | Шибеник, Югославія            | Ґрунт    | Радка Зрубакова       | 6–2, 6–2         |
| Поразка   | 7.   | 22 червня 1987  | Франкавілла, Італія           | Ґрунт    | Федеріка Бонсіньйорі  | 6–1, 6–7, 4–6    |
| Перемога  | 8.   | 28 березня 1988 | Рим, Італія                   | Ґрунт    | Стефанія Далла Валле  | 6–3, 6–1         |
| Перемога  | 9.   | 10 червня 1991  | Рим, Італія                   | Ґрунт    | Жанетта Гусарова      | 7–5, 2–6, 6–3    |
| Перемога  | 10.  | 26 серпня 1991  | Ронкіс, Італія                | Ґрунт    | Мая Палавершич        | 6–2, 6–1         |

### Парний розряд (9-3)
| Результат | No  | Дата            | Турнір          | Покриття | Партнерка         | Суперниці у фіналі                      | Рахунок       |
| Перемога  | 1.  | 2 липня 1984    | Карпі, Італія   | Ґрунт    | Антонелла Канапі  | Елізабет Лаццері Андреа Мейстер         | 7–5, 4–6, 6–4 |
| Поразка   | 2.  | 30 липня 1984   | Сецце, Італія   | Ґрунт    | Патріція Мурго    | Антонелла Канапі Беатріс Вільяверде     | 6–3, 5–7, 1–6 |
| Поразка   | 3.  | 6 серпня 1984   | Суб'яко, Італія | Ґрунт    | Патріція Мурго    | Гана Фукаркова Леа Піхова               | 4–6, 6–2, 4–6 |
| Перемога  | 4.  | 15 квітня 1985  | Казерта, Італія | Ґрунт    | Патріція Мурго    | Габріела Діну Сабіна Сіммондс           | 4–6, 7–5, 6–4 |
| Перемога  | 5.  | 22 квітня 1985  | Монвізо, Італія | Ґрунт    | Патріція Мурго    | Маріана Перес-Рольдан Патрісія Тарабіні | 7–6, 7–5      |
| Перемога  | 6.  | 15 липня 1985   | Суб'яко, Італія | Ґрунт    | Патріція Мурго    | Маріана Перес-Рольдан Патрісія Тарабіні | 6–2, 6–1      |
| Перемога  | 7.  | 22 липня 1985   | Сецце, Італія   | Ґрунт    | Патріція Мурго    | Маріана Перес-Рольдан Патрісія Тарабіні | 3–6, 6–3, 6–2 |
| Перемога  | 8.  | 22 вересня 1986 | Бол, Югославія  | Ґрунт    | Сільвія Ла Фратта | Дениса Крайчовичова Алісе Ногачова      | 7–5, 6–3      |
| Поразка   | 9.  | 6 липня 1987    | Паліано, Італія | Ґрунт    | Лаура Лапі        | Яюк Басукі Сузанна Вібово               | 4–6, 6–2, 0–6 |
| Перемога  | 10. | 5 вересня 1988  | Альяна, Італія  | Ґрунт    | Марція Гроссі     | Анне Аалонен Нанне Дальман              | 4–6, 7–6, 6–4 |
| Перемога  | 11. | 10 квітня 1989  | Палермо, Італія | Ґрунт    | Марція Гроссі     | Рейчел Макквіллан Крістін Кунс          | 6–3, 6–2      |
| Перемога  | 12. | 26 серпня 1991  | Ронкіс, Італія  | Ґрунт    | Марція Гроссі     | Мая Палавершич Моніка Кратохвілова      | 6–4, 7–5      |